# Haribda
Haribda (grč. Χάρυβδις, Khárybdis) u grčkoj mitologiji opasan je morski vir koji je brodove uvlačio u dubinu nastojeći ih progutati, a nalazio se na morskom tjesnacu, preko puta Skile koja je sa svojih šest glava proždirala ljude.

## Etimologija
Haribdino grčko ime znači "onaj koji usisava".

## Karakteristike

### Skilai Haribda
Haribda je ležala na jednoj strani uskog kanala, a na drugoj je strani bila Skila, morsko čudovište. Dvije strane bile su u dometu strijele jedna od druge, toliko blizu da mornari nisu mogli izbjeći Haribdu jer bi došli do Skile i obrnuto. Otud i metafora "Skila i Haribda" za dva zla koja je nemoguće izbjeći.

### Haribda
Haribda je bila u obličju golemih usta. Triput dnevno progutala bi vodu, a potom bi je ispuštala stvarajući virove te bi progutala svaku lađu koja bi upala u njeno ždrijelo. Voda koju bi izbacivala ključala bi kao u kotlu na vatri, a uvis bi prskala pjena gdje ju je izbacivala. Kada bi vodu usrkala nazad, spustila bi se mutna voda u dubinu, stijene bi zatutnjale i vidio bi se ponor od crnog mulja. Rijetki bi uspjeli proći pored nje a da ih ne proguta.

## Mitologija

### Preobrazba
Haribda je isprva bila Najada, morska nimfa ili pak kći Posejdona/Ponta i Geje, koja je potopila kopno da bi proširila očevo kraljevstvo, sve dok je Zeus nije pretvorio u čudovište. Bila je toliko ljuta da bi tri puta dnevno ožednjela te bi usisivala vodu.
Prema drugoj inačici, bila je lakoma žena koja je ukrala Heraklovo stado te ju je Zeus sjurio u more svojom munjom.

### Argonauti
Argonauti su uspjeli izbjeći obje jer ih je vodila Tetida, jedna od Nereida.

### Odisej
Odisej, za razliku od Argonauta, nije imao toliko sreće. Izabrao je riskirati i prijeći preko Skile te izgubiti nekoliko ljudi nego izgubiti cijeli brod kod Haribde. Odisej je uspješno održavao ravan kurs i izgubio samo šest ljudi. No, njegovi su drugovi poslije uvrijedili Helija ubivši njegovo sveto stado, stoga je Zeus na posljetku uništio brod i posadu munjom, a samo se Odisej spasio.
Odisej je ostao na svojoj splavi te je vraćen do Skile i Haribde, ali ovaj put prošao je pored Haribde koja je uvukla u sebe njegovu splav. No, Odisej je preživio držeći se za smokvino stablo koje je raslo na stijeni. Pri sljedećem izlijevanju vode, njegova je splav odbačena te je nastavio s putem.

### Eneja
Eneja je s drugovima prošao područje Etne te začuo olujne valove kako udaraju o stijene, a potom su došli ususret Haribdi, no uspjeli su se izvući prema luci i završili su na kiklopskim obalama.

## Lokacija
Tradicionalno se Haribdina lokacija povezuje s Mesinskim zaljevom na sicilskoj obali preko puta stijene koja se naziva Skila. Ondje se stvara vrtlog, ali rijetko je opasan. Druga je moguća lokacija rt Skila u sjevernoj Grčkoj.

## Vanjske poveznice
- Haribda u klasičnoj literaturi i umjetnosti (engl.)
- Haribda u grčkoj mitologiji (engl.)